# Enrique Dawi
Enrique Dawi (Buenos Aires, Argentina; 1927-1988) fue un guionista y director de cine argentino. Se recuerda en especial Si se calla el cantor con Horacio Guarany.

## Filmografía
Director
- Tres alegres fugitivos (1988)
- Johnny Tolengo, el majestuoso (1987)
- Brigada explosiva (1986)
- Adiós, Roberto  (1985)
- Un loco en acción (1983)
- Cosa de locos (1981)
- Los hijos de López (1980)
- Locos por la música (1980)
- Hotel de señoritas (1979)
- Millonarios a la fuerza (1979)
- De cara al cielo (1979)
- Con mi mujer no puedo (1978)
- El casamiento de Laucha (1977)
- Los chiflados dan el golpe (1975)
- Los chiflados del batallón (1975)
- Minguito Tinguitela, papá (1974)
- La vuelta de Martín Fierro (1974)
- Si se calla el cantor (1973)
- La chacota (1963)
- Héroes de hoy (1960)
- Río abajo (1960)
- Cachivache (1957) (cortometraje)
- Llegó el circo (1956) (cortometraje)

Guionista
- Millonarios a la fuerza (1979)
- De cara al cielo (1979)
- Con mi mujer no puedo (1978)
- El casamiento de Laucha (1977)
- Los chiflados dan el golpe (1975)
- Minguito Tinguitela, papá (1974)
- La vuelta de Martín Fierro (1974)
- La chacota (1963)
- Héroes de hoy (1960)
- Río abajo (1960)

## Televisión
- Todos me conocen (1963)